# Kanton Ducos
Kanton Ducos is een voormalig kanton van het Franse departement Martinique. Kanton Ducos maakte deel uit van het arrondissement Le Marin en telde 16.122 inwoners (2007). Het kanton heeft een oppervlakte van 37,69 km² en een dichtheid van 428 inwoners per vierkante kilometer. Het werd zoals alle kantons van Martinique opgeheven op 1 januari 2016.

## Gemeenten
Het kanton Ducos omvatte de volgende gemeente:
- Ducos